# Phymatodes juglandis
Phymatodes juglandis är en skalbaggsart som beskrevs av Charles William Leng 1890. Phymatodes juglandis ingår i släktet Phymatodes och familjen långhorningar. Inga underarter finns listade i Catalogue of Life.